# Магнус, Сандра
Сандра Холл Магнус (англ. Sandra Hall Magnus; род. 30 октября 1964) — американский астронавт НАСА, инженер.

## Биография
Сандра Холл Магнус родилась 30 октября 1964 года в городе Белвилл.
Имеет учёные степени бакалавра физики (1986) и магистра электротехники (1990) Миссурийского Университета в городе Ролла (ныне известного как Миссурийский университет Науки и Технологий), доктора наук в Школе материаловедения и машиностроения (1996) Технологического института Джорджии.
В сентябре 2006 года участвовала в подводной миссии НАСА по операциям в экстремальной окружающей среде (NEEMO).
Астронавт 16-го набора НАСА. Участвовала в полёте Атлантис STS-112 в качестве специалиста по полезной нагрузке, а также в полетах шаттлов Индевор STS-126, Дискавери STS-119.
Входила в 18-й долговременный экипаж МКС.
В июле 2011 года участвовала в полёте по программе Атлантис STS-135.
Ушла из НАСА в декабре 2012 года на пост исполнительного директора Американского института аэронавтики и астронавтики (AIAA).

## Личная жизнь
Состоит в браке. Увлечения: водные развлечения, футбол, чтение, путешествия.

## Награды
- Медаль «За заслуги в освоении космоса» (12 апреля 2011 года) — за большой вклад в развитие международного сотрудничества в области пилотируемой космонавтики[3].